# Portrait du médecin Joris van Zelle
Portrait du médecin Joris van Zelle est une peinture de l'artiste flamand Bernard van Orley, réalisée en 1519 à l'huile sur panneau de chêne de 39 × 32 cm. Elle montre Joris van Zelle, le médecin de la ville de Bruxelles à l'époque. Le tableau appartient aujourd'hui aux Musées royaux des Beaux-Arts de Belgique à Bruxelles.

## Contexte
Bernard van Orley est né vers 1487 ou 1488 à Bruxelles. Son voisin, Joris van Zelle, est né à Louvain en 1491, où il a étudié la médecine. En 1522, Zelle est nommé médecin de la ville de Bruxelles, où il travaille à l'hôpital Saint-Jean jusqu'en 1561. À l'époque, les deux hommes vivaient tous les deux sur la place Saint-Géry. Tous deux étaient également membres de De Corenbloem, une chambre de rhétorique : ils étaient probablement de bons amis.

## Description
Le tableau montre un Van Zelle bien habillé en train d'écrire, assis derrière un bureau dans un petit espace intime. Le médecin de 28 ans porte un manteau de fourrure et un chapeau de feutre. Il est représenté avec un nez proéminent caractéristique et de grandes lèvres. L'inscription latine sur la tapisserie, représentée en arrière-plan du tableau, trahit l'identité de la personne représentée : en latin, le nom et la profession de Van Zelle sont mentionnés, ainsi que le nom du peintre et la date à laquelle le tableau a été peint. De plus, sur la tapisserie, à gauche de la tête de Van Zelle, se trouve le monogramme 'ANVTEFQS'. La signification de ce monogramme est inconnue à ce jour, mais pourrait faire référence à un sort connu seulement du médecin et de l'artiste lui-même, symbolisant le lien entre les deux compères.
L'artiste a pris grand soin de représenter fidèlement la texture des différents objets du tableau. L'utilisation de couleurs chaudes et le petit cadre contribuent à l'atmosphère chaleureuse. Derrière van Zelle, son encrier et son étui à crayons sont suspendus à une petite corde. Dans le coin supérieur gauche se trouvent un certain nombre de livres reliés et richement décorés. Ceux-ci appartiennent à la bibliothèque de Van Zelle, composée de 32 livres et conservée aujourd'hui à Augsbourg. Entouré de ses livres, Van Zelle prend des notes et est dépeint par l'artiste comme un humaniste cultivé et érudit.